# 사리원고려약학대학
사리원고려약학대학(沙里院高麗藥學大學)은 황해북도 사리원시에 위치한 조선민주주의인민공화국의 대학이다. 한약(고려약)자원의 보호,증가를 위한 전문가를 양성하는 것을 목표로 1967년 강원도 고산군에서 생약간부학교로 발족하였다.
1974년에 사리원시로 이전하여 사리원고등고려약전문학교로, 1984년 7월 22일 사리원고려약단과대학으로 확장 개편되었다. 1993년에는 장수약학대학으로 개칭되었다가, 1997년 1월 사리원고려약학대학으로 재개칭되었다.
동의학학과, 침수과, 지압과, 뜸과 등 4년제의 여러 학과들과 강좌들이 있으며, 약초시험장을 통한 여러 가지 새로운 재배방법을 연구 도입, 전국적인 약초재배기술보급기지로, 종자 · 종근 재배기지로서의 역할도 수행하고 있다.